# Picture Rocks (Arizona)
Picture Rocks es un lugar designado por el censo ubicado en el condado de Pima en el estado estadounidense de Arizona. En el Censo de 2010 tenía una población de 9563 habitantes y una densidad poblacional de 52,09 personas por km².

## Geografía
Picture Rocks se encuentra ubicado en las coordenadas 32°20′34″N 111°14′58″O / 32.34278, -111.24944. Según la Oficina del Censo de los Estados Unidos, Picture Rocks tiene una superficie total de 183.59 km², de la cual 183.55 km² corresponden a tierra firme y (0.02%) 0.03 km² es agua.

## Demografía
Según el censo de 2010, había 9.563 personas residiendo en Picture Rocks. La densidad de población era de 52,09 hab./km². De los 9.563 habitantes, Picture Rocks estaba compuesto por el 89.31% blancos, el 0.75% eran afroamericanos, el 1.44% eran amerindios, el 0.46% eran asiáticos, el 0.08% eran isleños del Pacífico, el 4.94% eran de otras razas y el 3.01% pertenecían a dos o más razas. Del total de la población el 16.29% eran hispanos o latinos de cualquier raza.